# Kylie Sonique Love
Pour les articles homonymes, voir Sonique.
Kylie Sonique Love, anciennement connue sous le nom de scène Sonique, est une chanteuse, danseuse, drag queen, personnalité télévisée et activiste américaine, principalement connue pour sa participation à la deuxième saison de RuPaul's Drag Race et à la sixième saison de RuPaul's Drag Race All Stars.

## Jeunesse et éducation
Kylie Sonique Love naît le 2 mai 1983 à Albany, dans l'État de Géorgie, aux États-Unis. Elle fait son coming-out transgenre à l'âge de quinze ans à sa mère qui l'envoie à l'école militaire pour la rendre « plus masculine ». Elle obtient son GED à l'Université technique d'Albany.

## Carrière
Sa drag mother est The Goddess Raven, une drag queen originaire d'Atlanta et gagnante de nombreux concours de beauté. Son nom de scène « Sonique » est inspiré de la musicienne britannique du même nom.
Le 1er février 2010, Sonique est annoncée comme l'une des douze candidates de la deuxième saison de RuPaul's Drag Race, où elle se place neuvième. Elle devient la première candidate de l'émission à annoncer publiquement sa transidentité.
En 2015, elle est l'une des trente drag queens présentées lors de la performance de Miley Cyrus aux Video Music Awards.
En juin 2018, elle danse pour Christina Aguilera avec Morgan McMichaels et Farrah Moan lors de la Marche des fiertés de Los Angeles.
Le 7 décembre 2018, elle apparaît dans le spin-off des fêtes de fin d'année RuPaul's Drag Race Holi-slay Spectacular, puis, le 28 février 2019, dans le premier épisode de la onzième saison de RuPaul's Drag Race.
Le 17 avril 2019, elle apparaît dans le clip vidéo de la chanson Juice de Lizzo.
En 2020, Kylie Sonique Love présente le talk-show Translation sur Out TV, le premier talk-show diffusé sur une chaîne principale présenté uniquement par des personnes transgenres.
Le 26 mai 2021, Kylie Sonique Love est annoncée comme l'une des treize candidates de la sixième saison de RuPaul's Drag Race All Stars, qu'elle remporte, devenant la première candidate transgenre à gagner une saison de RuPaul's Drag Race.

## Filmographie

### Cinéma
| Année | Titre                         | Rôle         | Réf.   |
| ----- | ----------------------------- | ------------ | ------ |
| 2021  | The Bitch Who Stole Christmas | Dolly Parton | [ 15 ] |

### Télévision
| Année        | Titre                                    | Rôle      | Notes                                                                       | Réf.   |
| ------------ | ---------------------------------------- | --------- | --------------------------------------------------------------------------- | ------ |
| 2010         | RuPaul's Drag Race                       | Elle-même | Saison 2 de RuPaul's Drag Race — Concurrente, 9ème place                    | [ 3 ]  |
| 2010         | RuPaul's Drag Race: Untucked             | Elle-même | Saison 2 de RuPaul's Drag Race — Concurrente, 9ème place                    | [ 3 ]  |
| 2010         | Les Real Housewives d'Atlanta            | Elle-même | Saison 3 — Invitée, épisode 3                                               |        |
| 2018         | RuPaul's Drag Race Holi-slay Spectacular | Elle-même | Candidate                                                                   | [ 8 ]  |
| 2019         | RuPaul's Drag Race                       | Elle-même | Saison 11 de RuPaul's Drag Race — Invitée, épisode 1 : "Whatcha Unpackin'?" | [ 10 ] |
| 2019         | Busy Tonight                             | Elle-même | Invitée                                                                     | [ 16 ] |
| 2020–présent | Translation                              | Elle-même | Co-présentatrice                                                            | [ 17 ] |
| 2021         | RuPaul's Drag Race All Stars             | Elle-même | Saison 6 de RuPaul's Drag Race All Stars — Gagnante                         | [ 13 ] |
| 2021         | RuPaul's Drag Race All Stars: Untucked   | Elle-même | Saison 6 de RuPaul's Drag Race All Stars — Gagnante                         | [ 13 ] |
| 2021         | Dragging the Classics: The Brady Bunch   | Jan Brady |                                                                             | [ 18 ] |

### Clips vidéo
| Année | Titre                                      | Artiste   | Ref.   |
| ----- | ------------------------------------------ | --------- | ------ |
| 2015  | "Not a Pearl"                              | Willam    |        |
| 2015  | "Es Una Passiva (Boy is a Bottom Español)" | Willam    | [ 19 ] |
| 2019  | "Juice"                                    | Lizzo     | [ 11 ] |
| 2021  | "Do It Like Dolly"                         | Elle-même | [ 20 ] |
| 2021  | "Complete Me"                              | Elle-même |        |